# Ole Martin Storlien
Ole Martin Storlien, né le 30 juin 1988 à Veldre, est un spécialiste norvégien du combiné nordique.  

## Carrière
Ole Martin Storlien faits ses débuts en Coupe du monde B (Coupe continentale) en 2007. Il remporte deux médailles de bronze par équipes aux Championnats du monde junior en 2007 et 2008. En mars 2009, il est sélectionné pour sa première épreuve de Coupe du monde à Vikersund et y marque ses premiers points (21e place).
Il met un terme à sa carrière à la fin de la saison 2015-2016. Il devient ensuite un des entraîneurs de l'équipe de Norvège de coupe continentale.

## Famille
Il est le frère de Gudmund Storlien, aussi coureur de combiné nordique.

## Palmarès

### Coupe du monde
- Meilleur classement général : 53e en 2013.
- Meilleur résultat individuel : 17e.
- Meilleur résultat par équipes : 4e.

#### Différents classements en Coupe du monde
| Année     | Classement général final |
| 2008-2009 | 61e                      |
| 2012-2013 | 53e                      |
| 2013-2014 | 58e                      |

### Championnats du monde junior
- Médaille de bronze par équipes en 2007.
- Médaille de bronze par équipes en 2008.

### Coupe continentale
- 12 podiums individuels dont 3 victoires.